# Thecla peruviana
Thecla peruviana är en fjärilsart som beskrevs av Nicolas Grigorevich Erschoff 1876. Thecla peruviana ingår i släktet Thecla och familjen juvelvingar. Inga underarter finns listade i Catalogue of Life.